# Linus Svenning
Linus Martin Tommy Svenning (* 13. April 1990 in Hörby) ist ein schwedischer Sänger und Songwriter.

## Leben und Karriere
Linus Svenning wurde am 13. April 1990 in der schwedischen Kleinstadt Hörby geboren.
2014 nahm er erstmals an Melodifestivalen, dem schwedischen Vorentscheid für den Eurovision Song Contest teil. Er erreichte mit dem Lied Bröder, welches von ihm und seinem verstorbenen Bruder handelt, den fünften Platz im Finale des Wettbewerbs. Im Folgejahr nahm er mit dem Lied Forever Starts Today erneut teil und erreichte, nachdem er in der Andra-Chansen-Runde sein Duell gegen Andreas Weise gewann, das Finale, welches am 14. März 2015 in der Friends Arena in Stockholm stattfand. Hier belegte er mit 59 Punkten aus Jury- und Tele-Voting den sechsten Platz.
Heute lebt Svenning in Bara.

## Diskografie
- 2014: Bröder
- 2015: Forever Starts Today